# Coleophora corylifoliella
Coleophora corylifoliella é uma espécie de mariposa do gênero Coleophora pertencente à família Coleophoridae.